# Epilampra belli
Epilampra belli är en kackerlacksart som beskrevs av Fisk och Schal 1981. Epilampra belli ingår i släktet Epilampra och familjen jättekackerlackor.
Artens utbredningsområde är Costa Rica. Inga underarter finns listade i Catalogue of Life.